# 1920 en musique classique
| \| • Retour à la chronologie générale de la musique classique • \| |
| Grèce • Rome • Haut Moyen Âge • VIIIe siècle • IXe siècle • Xe siècle • XIe siècle XIIe siècle • XIIIe siècle • XIVe siècle • XVe siècle • XVIe siècle • XVIIe siècle XVIIIe siècle • XIXe siècle • XXe siècle • XXIe siècle |
| • Retour à la chronologie générale de la musique classique • |

| Années en musique classique : 1917 - 1918 - 1919 - 1920 - 1921 - 1922 - 1923    |
| Décennies en musique classique : 1890 - 1900 - 1910 - 1920 - 1930 - 1940 - 1950 |

## Événements

### Créations

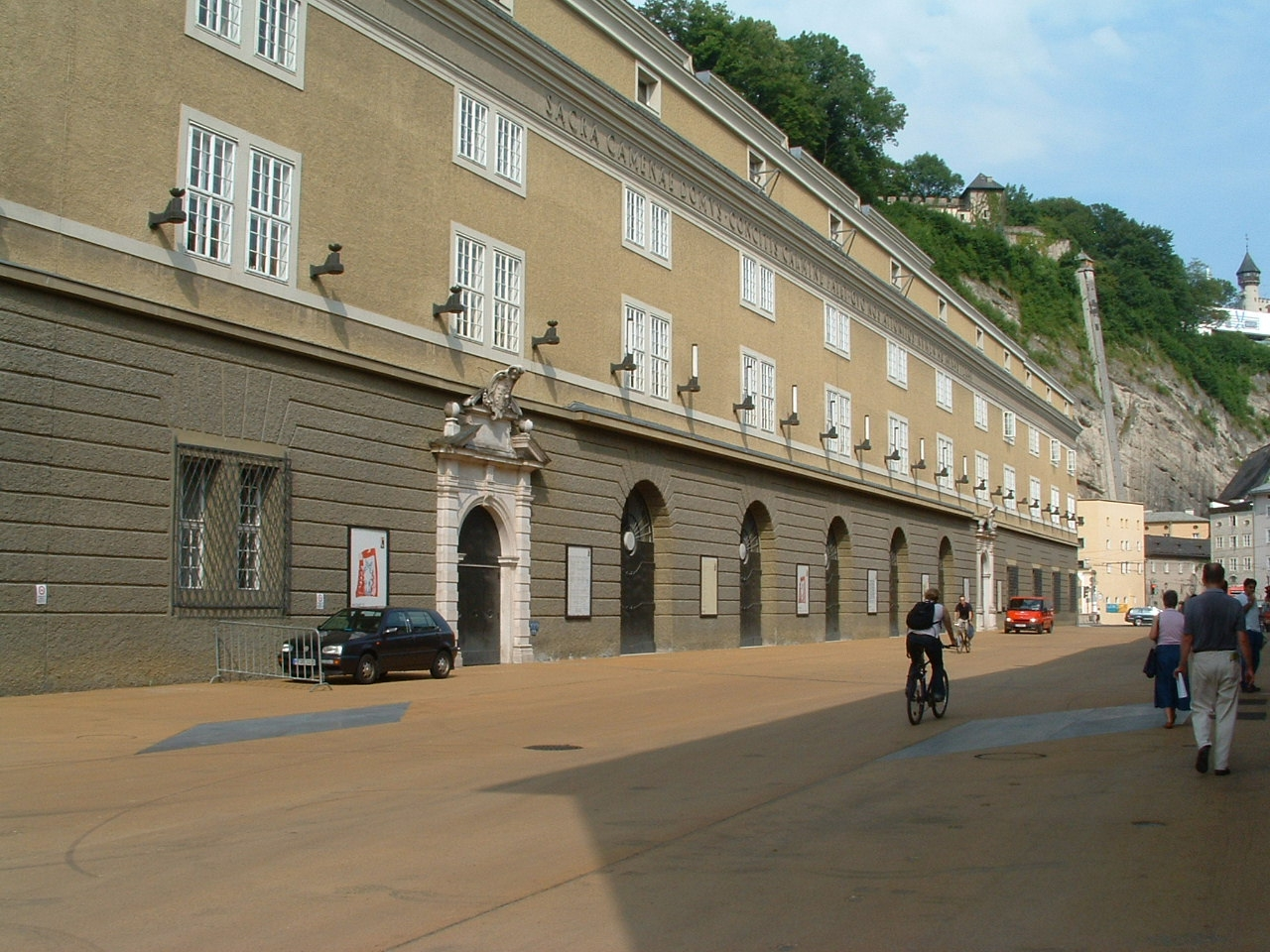
Festspielhaus de Salzbourg

- 10 janvier : Le Tricorne de Manuel de Falla, première représentation française, par les Ballets russes à l'Opéra de Paris sous la direction d'Ernest Ansermet (voir 1919).
- 31 janvier : Le Bourgeois gentilhomme, suite orchestrale op. 60 de Richard Strauss créée à Vienne sous la direction du compositeur.
- 20 février : Élégies de Jean Cras est créée aux Concerts Pasdeloup.
- 21 février : Le Bœuf sur le toit de Darius Milhaud, créé à la Comédie des Champs-Élysées.
- 26 février : A Song of the High Hills de Frederick Delius, créé au Queen's Hall à Londres.
- 28 février :
Le Tombeau de Couperin (version pour orchestre), de Maurice Ravel, créé par les Concerts Pasdeloup (voir 1919).
Paysages franciscains de Gabriel Pierné, créé par les Concerts Colonne.
- 1er mars : Masques et Bergamasques de Gabriel Fauré, créé à l'Opéra-comique par René Fauchois et redonné à Monte-Carlo le 10 avril.
- 20 mars : 
Le Chant de la mer de Gustave Samazeuilh créé par Marguerite Long à la Société nationale de musique ;
Deux rondels de Roland-Manuel créé par la Société nationale.
- 23 avril : Les Voyages de Monsieur Brouček, opéra de Janáček, créé au Théâtre National de Prague.
- 23 avril : Quintette pour piano et cordes op. 42 de Louis Vierne, créé au Conservatoire de Genève.
- 9 juin : La Légende de saint-Christophe de Vincent d'Indy, donné en première représentation à l'Opéra de Paris.
- 14 juin : Antoine et Cléopâtre de William Shakespeare (traduction André Gide),  musique de scène et ballet de Florent Schmitt, est créé à l'Opéra de Paris.
- 10 juillet : Sept chansons [Sette canzoni] de Gian Francesco Malipiero (seconde partie de L'Orfeide), donné à l'Opéra de Paris.
- 22 août : Ouverture du premier Festival de Salzbourg par une représentation du Jedermann d’Hugo von Hofmannsthal.
- 25 septembre : le Quatuor à cordes no 1 « Rispetti e strambotti » de Gian Francesco Malipiero, créé à Pittsfield, dans le Massachusetts.
- 29 septembre : Les Planètes de Gustav Holst, créé à Londres.
- 17 octobre : 
Antoine et Cléopâtre, suite d'orchestre de Florent Schmitt, est créé par l'Orchestre Lamoureux à Paris.
Ibéria d'Isaac Albéniz est donné par les Ballets suédois à Paris.
- 30 octobre :
Suite symphonique de Darius Milhaud créé par les Concerts Colonne à Paris.
- 5 novembre : la Suite pour alto et orchestre d'Ernest Bloch, créée  au Carnegie Hall à New York par Louis Bailly, le National Symphony Orchestra sous la direction de Artur Bodanzky.
- 6 novembre : Le Tombeau de Couperin de Maurice Ravel est donné par les Ballets suédois à Paris.
- 4 décembre : 
Die tote Stadt, opéra de Korngold, créé à Hambourg.
Invocation de Paul Le Flem est créé aux Concerts Colonne à Paris.
- 6 novembre : Le Sommeil de Canope de Gustave Samazeuilh créé par l'Orchestre Colonne à Paris.
- 18 novembre : El Greco de Désiré-Émile Inghelbrecht est donné par les Ballets suédois à Paris.
- 30 novembre : Le Roi Candaule d'Alfred Bruneau, livret de Maurice Daunay, représenté à l'Opéra-Comique.
- 12 décembre :
La Valse de Maurice Ravel, créée par les Concerts Lamoureux.
Eros vainqueur de Pierre de Bréville créé (partiellement) aux Concerts Colonne à Paris.

Date indéterminée
- Sinfonía Sevillana, poème symphonique de Joaquín Turina.
- la symphonie Prélude à la nouvelle journée est composée par Matthijs Vermeulen (création en 1956).

### Autres
- 16 janvier : Naissance du Groupe des Six, Auric, Durey, Poulenc, Honegger, Milhaud, Tailleferre.
- 20 juillet : Henri Rabaud succède à Gabriel Fauré à la direction du conservatoire.
- octobre : création des Ballets suédois par Rolf de Maré.
- 17 octobre : Paul Paray prend la direction de l'Orchestre Lamoureux.
- 21 novembre : Premier concert à Paris du groupe des Six.

## Naissances
- 1er janvier : 

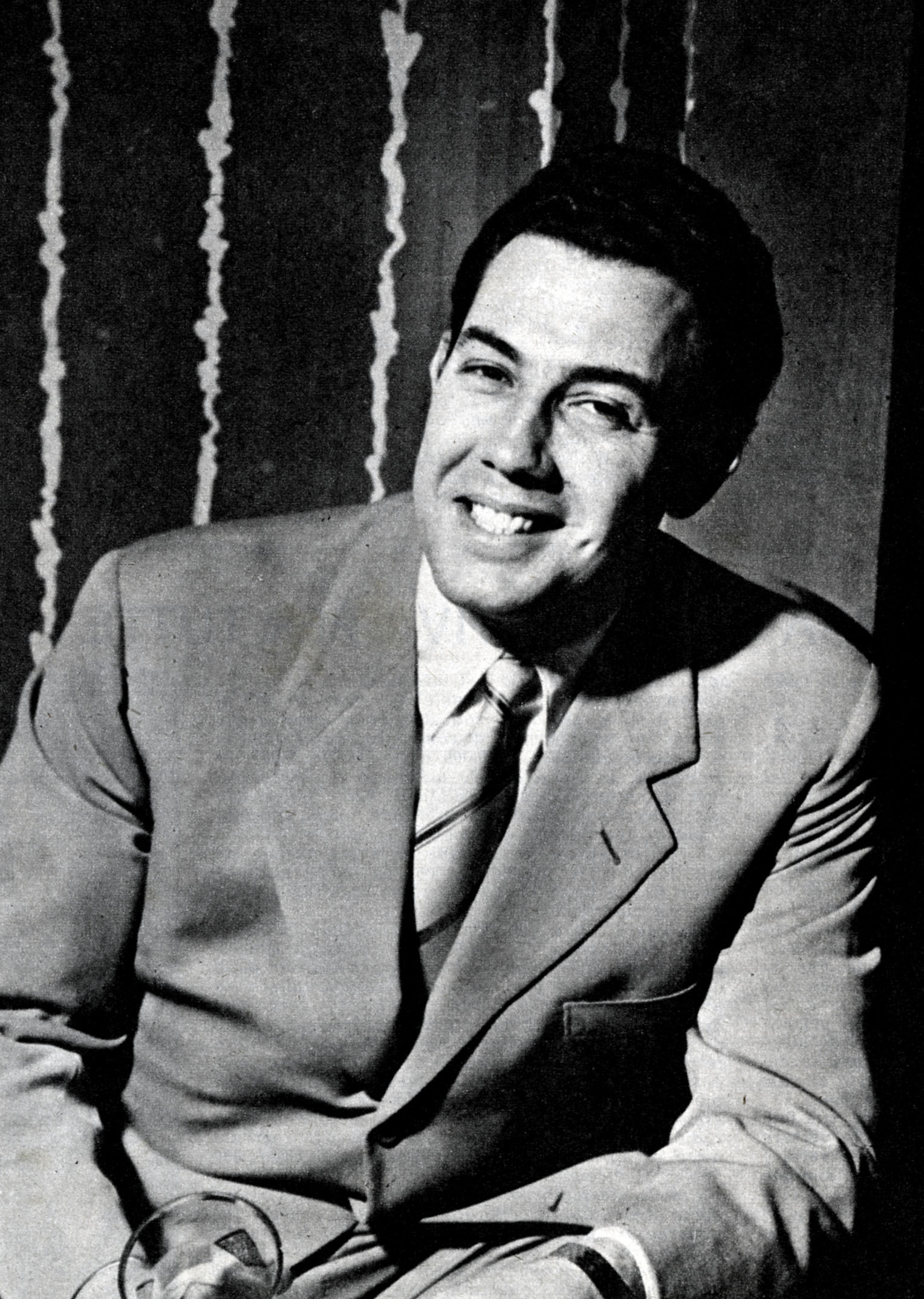
Nicola Filacuridi

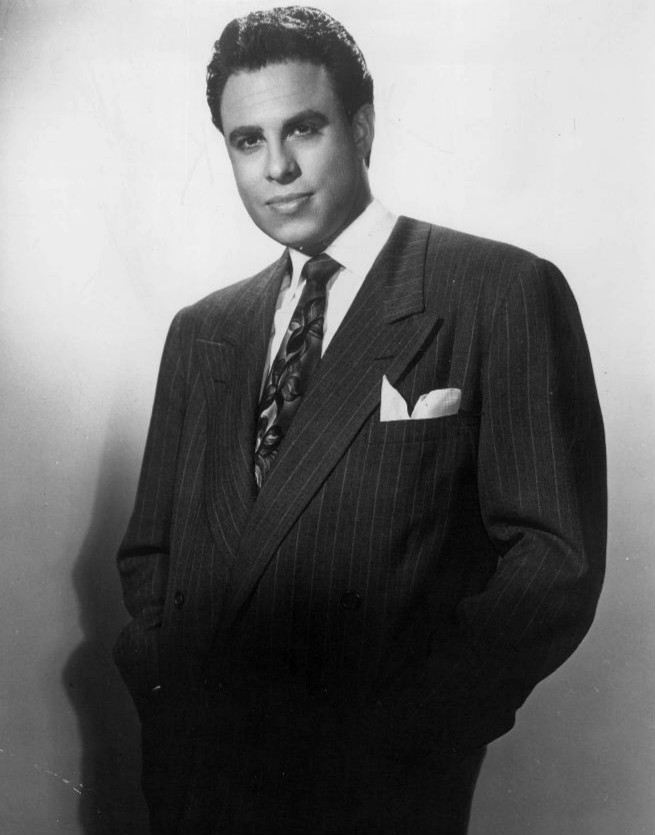
George London

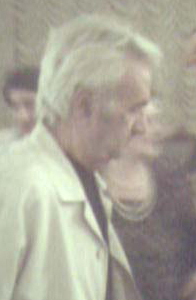
Alexandre Aroutiounian

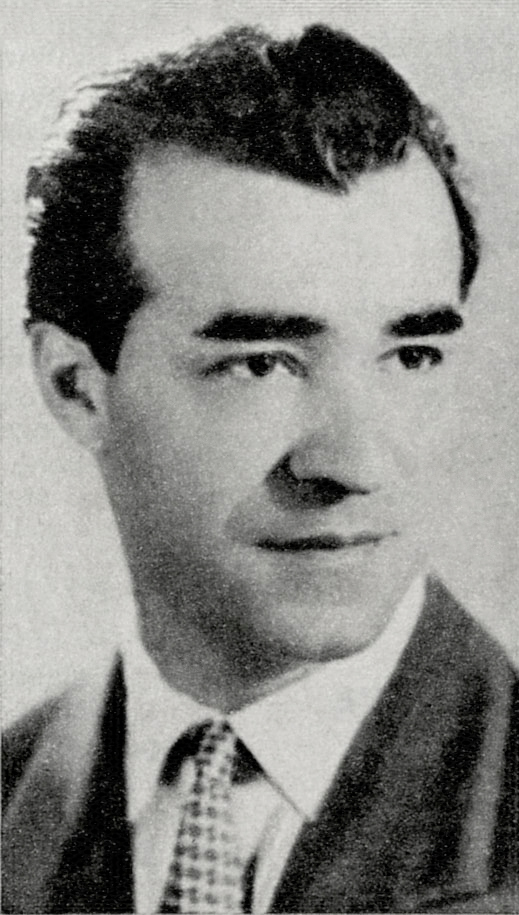
Nicola Monti

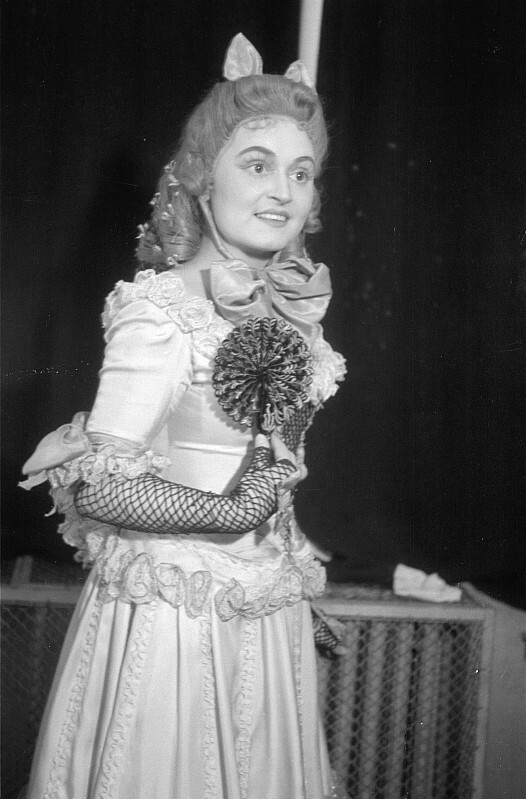
Rita Streich

  - Nicola Filacuridi, ténor principalement actif en Italie († 12 février 2009).
  - Suzanne Juyol, chanteuse lyrique française († 20 juillet 1994).
- 5 janvier : Arturo Benedetti Michelangeli, pianiste italien († 12 juin 1995).
- 8 janvier : Abbey Simon, pianiste américain († 18 décembre 2019).
- 12 janvier : Theodor Uppman, baryton américain († 17 mars 2005).
- 19 janvier : Luciano Chailly, compositeur italien († 24 décembre 2002).
- 23 janvier : Nejiko Suwa, violoniste japonaise († 6 mars 2012).
- 27 janvier :
  - Vicente Bianchi, pianiste, chef d'orchestre et compositeur chilien († 24 septembre 2018).
  - Helmut Zacharias, violoniste et compositeur allemand († 28 février 2002).
- 2 février : Heikki Suolahti, compositeur finlandais († 27 décembre 1936).
- 7 février : Germaine Mounier, pianiste et pédagogue française († 27 juin 2006).
- 12 février : Charles Jauquier, ténor suisse († 26 août 1998).
- 13 février : Eileen Farrell, cantatrice américaine († 23 mars 2002).
- 17 février : Dorothea Anne Franchi, compositrice, pianiste et professeur de musique néo-zélandaise († 22 août 2003 (à 83 ans)).
- 18 février : Rolande Falcinelli, organiste et pédagogue française († 11 juin 2006).
- 20 février : Armin Schibler, compositeur suisse († 7 septembre 1986).
- 29 février :
  - Marcel Frémiot, compositeur et musicologue français († 17 janvier 2018).
  - David Lloyd, ténor et pédagogue américain († 8 février 2013).
  - Ivan Ivanovitch Petrov, basse soviétique († 26 décembre 2003).
- 16 mars : John Addison, compositeur britannique († 7 décembre 1998).
- 17 mars : John La Montaine, compositeur et pianiste américain († 29 avril 2013).
- 22 mars : Helmut Winschermann, hautboïste et chef d'orchestre allemand († 4 mars 2021).
- 23 mars :
  - Geoffrey Bush, compositeur, organiste et musicologue britannique († 24 février 1998).
  - Pierre Mollet, chanteur classique († 27 octobre 2007).
  - Roza Tamarkina, pianiste russe († 5 août 1950).
- 25 mars :
  - Jean-Joël Barbier, pianiste et écrivain français († 1er juin 1994).
  - Edgard Doneux, chef d'orchestre belge († 31 janvier 1984).
  - Henry Malineanu, compositeur et chef d'orchestre roumain († 12 novembre 2000).
- 27 mars : Angelo Lo Forese (it), chanteur lyrique (ténor et baryton). († 14 mai 2020)
- 1er avril : H. E. Erwin Walther, pédagogue et compositeur allemand († 1er janvier 1995).
- 21 avril : Bruno Maderna, compositeur et chef d'orchestre italien († 13 novembre 1973).
- 22 avril : Lily Bienvenu, pianiste et compositrice française († 6 avril 1998).
- 24 avril : Jacques Lancelot, clarinettiste et pédagogue français († 7 février 2009).
- 27 avril : Guido Cantelli, chef d'orchestre italien († 24 novembre 1956).
- 28 avril : Nan Merriman, mezzo-soprano américaine († 22 juillet 2012).
- 2 mai : Jean-Marie Auberson, chef d'orchestre et violoniste suisse († 4 juillet 2004).
- 9 mai : Oleg Bochniakovitch, pianiste soviétique puis russe († 11 juin 2006).
- 13 mai : Roger Calmel, compositeur français († 4 juillet 1998).
- 20 mai : Hephzibah Menuhin, pianiste et écrivain américano-australienne († 1er janvier 1981).).
- 30 mai : George London, baryton-basse canadien († 24 mars 1985).
- 4 juin : Fedora Barbieri, mezzo-soprano italienne († 4 mars 2003).
- 10 juin : Maurice Faillenot, compositeur et chef d'orchestre d'harmonie français  († 23 juillet 2010).
- 20 juin : Ludwig Streicher, contrebassiste autrichien († 13 mars 2003).
- 27 juin : Robert Fürstenthal, compositeur américain († 16 novembre 2016).
- 7 juillet : Marcel Merkès, chanteur d'opérette († 30 mars 2007).
- 19 juillet : Aldo Protti, baryton italien († 10 août 1995).
- 21 juillet : 
  - Isaac Stern, violoniste américain († 22 septembre 2001).
  - Manuel Valls i Gorina, compositeur, professeur et critique musical catalan († 9 septembre 1984).
- 22 juillet : Jeanne Joulain, organiste et pédagogue française († 1er février 2010).
- 29 juillet : Herbert Kegel, chef d'orchestre allemand († 20 novembre 1990).
- 2 août : Werner Müller, compositeur, maître de chapelle et chef d'orchestre de musique classique allemand († 28 décembre 1998).
- 11 août : William Masselos, pianiste américain († 23 octobre 1992).
- 27 août : Maria Curcio, pianiste classique italienne († 30 mars 2009).
- 29 août : Norman Platt, chef d'orchestre britannique († 4 janvier 2004).
- 3 septembre : Paul Hamburger, pianiste, accompagnateur, chambriste et érudit anglais († 11 avril 2004).
- 5 septembre : Peter Racine Fricker, compositeur britannique († 1er février 1990).
- 19 septembre : Karen Khatchatourian, compositeur arménien († 19 juillet 2011).
- 21 septembre : Robert Wangermée, musicologue et administrateur belge († 22 juillet 2019).
- 23 septembre : Alexandre Aroutiounian, compositeur et pianiste arménien († 28 mars 2012).
- 29 septembre : Václav Neumann, chef d'orchestre, violoniste et altiste tchèque († 2 septembre 1995).
- 30 septembre : 
  - Roger Albin, violoncelliste, chef d'orchestre et compositeur français († 1er juin 2001).
  - Torbjörn Lundquist, compositeur et chef d'orchestre suédois († 1er juillet 2000).
- 15 octobre :
  - Claude Monteux, flûtiste, chef d'orchestre et pédagogue américain († 22 février 2013).
  - Armand Panigel, musicologue et cinématologue français († 28 décembre 1995).
- 18 octobre : Alexander Young, ténor britannique († 5 mars 2000).
- 26 octobre : Aarno Walli, chef d'orchestre et pianiste finlandais († 16 août 2007).
- 28 octobre : Annie d'Arco, pianiste française († 5 mars 1998).
- 31 octobre : Joseph Gelineau, prêtre jésuite, compositeur et liturgiste français († 8 août 2008).
- 3 novembre : Paulette Merval, chanteuse d'opérette († 21 juin 2009).
- 6 novembre : Nicola Rossi-Lemeni, basse italienne († 12 mars 1991).
- 12 novembre : Michael Langdon, chanteur d'opéra britannique, basse († 12 mars 1991).
- 21 novembre : Nicola Monti, ténor italien († 1er mars 1993).
- 9 décembre : Jean-Albert Villard, organiste classique français (° 20 janvier 2000).
- 18 décembre :
  - Edmond de Stoutz, chef d'orchestre suisse († 28 janvier 1997).
  - Rita Streich, soprano allemande († 20 mars 1987).
- 26 décembre : Maurice Gendron, violoncelliste français († 20 août 1990).

## Décès

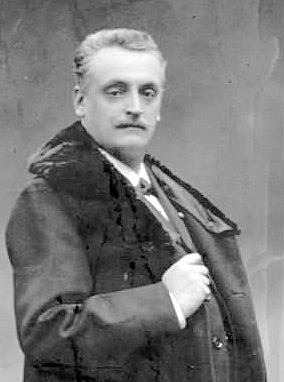
Georges Gillet

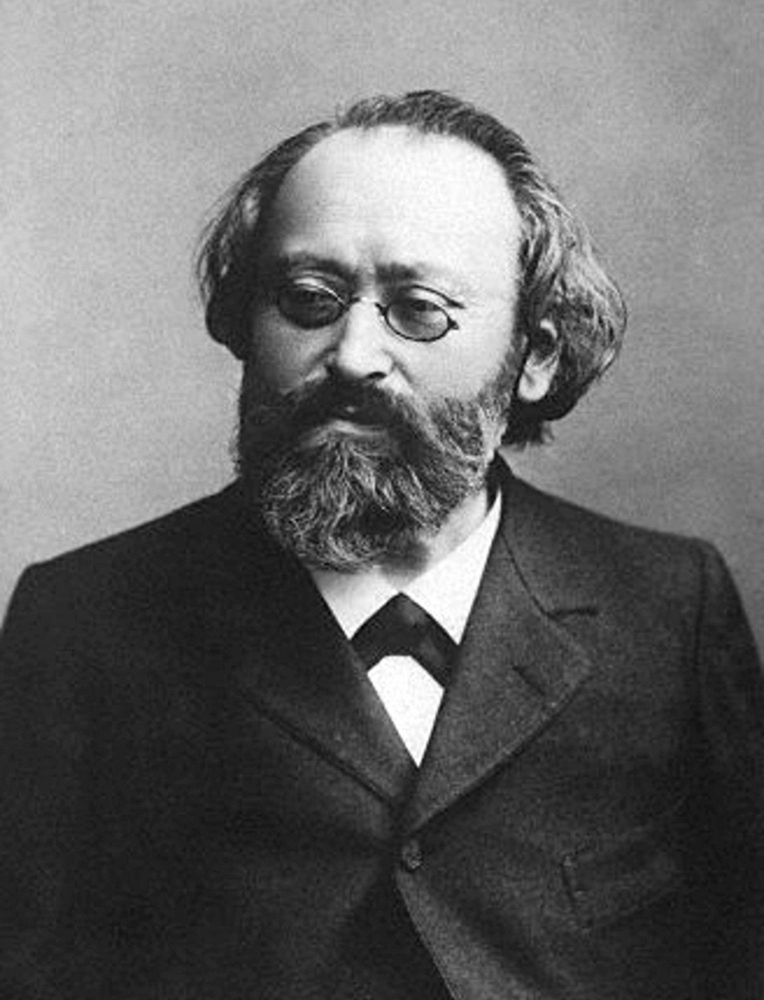
Max Bruch

- 2 janvier : Marie Siegling, compositrice américaine (° 7 février 1824).
- 16 janvier : Reginald De Koven, critique musical et compositeur américain (° 3 avril 1859).
- 5 février : François Borne, compositeur et flûtiste français (° 30 août 1840).
- 8 février : 
  - Georges Gillet, hautboïste français (° 17 mai 1854).
  - Léon Karren, chef de musique militaire et compositeur français (° 5 juillet 1854).
- 10 mars : Otto Neitzel, compositeur, pianiste et critique musical allemand (° 6 juillet 1852).
- 12 mars : Julius Buths, pianiste allemand, chef d'orchestre et compositeur (° 7 mai 1851).
- 8 avril : Charles Griffes, compositeur américain (° 17 septembre 1884).
- 1er mai : Hanuš Wihan, violoncelliste tchèque (° 5 juin 1855).
- 5 mai : Hortense Schneider, soprano française (° 30 avril 1833).
- 15 juin : Gaston Carraud, compositeur français (° 20 juillet 1864).
- 22 juillet : Robert Lienau, éditeur de musique  allemand  (° 28 décembre 1838).
- 3 août : Peeter Süda, compositeur et organiste estonien (° 30 janvier 1883).
- 4 août : Vladimir Rebikov, compositeur et pianiste russe (° 31 mai 1866).
- 13 août : Carlos Hartling, compositeur hondurien (° 2 septembre 1869).
- 29 août : Gustav Jenner, compositeur et chef d’orchestre allemand (° 3 décembre 1865).
- 18 septembre : Luigi Torchi, musicologue italien (° 7 novembre 1858).
- 2 octobre : Max Bruch, compositeur allemand (° 6 janvier 1838).
- 16 octobre : Alberto Nepomuceno, compositeur et chef d'orchestre brésilien (° 6 septembre 1864).
- 29 octobre : Ernst Perabo : compositeur, pianiste et professeur américain (° 14 novembre 1845).
- 12 décembre : Paul Lacôme, compositeur et critique musical français (° 4 mars 1838).
- 24 décembre : Émile Bonnamy, compositeur et pianiste français (° 22 juillet 1860).

Date indéterminée
- François Héraly, clarinettiste, chef d'orchestre et professeur de musique canadien (° 1856).
- Bogomir Korsov, chanteur d'opéra russe baryton (° 1845).